# 白須賀町
白須賀町（しらすかちょう）は静岡県の西部、浜名郡に属していた町である。
現在の湖西市南西部にあたる。郡制の施行までは浜名郡唯一の町村であった。

## 歴史
- 1889年（明治22年）4月1日 - 町村制の施行により白須賀宿・境宿村が合併して白須賀町が発足。
- 1908年（明治41年）3月31日 - 白須賀郵便局にて電信事務開始（逓信省告示明治41年第381号）。
- 1908（明治41年）4月11日 - 白須賀郵便局にて電報配達事務開始（逓信省告示明治41年第438号）。
- 1912年（大正元年）10月11日 - 白須賀郵便局にて電話通信事務開始（逓信省告示大正元年第220号）。
- 1937年（昭和12年）7月20日 - 省営バス浜名線二川東町 - 新居町間開通。境宿、白須賀、白須賀公園口、潮見観音、白須賀新町停車場新設（鉄道省告示昭和12年第233号）。
- 1950年（昭和25年）10月16日 - 日本国有鉄道バス浜名線二川 - 上細谷 - 白須賀間開通（日本国有鉄道公示昭和25年第249号）。
- 1954年（昭和29年）8月20日 - 日本国有鉄道バス浜名線白須賀 - 鷲津間開通（日本国有鉄道公示昭和29年234号）。
- 1955年（昭和30年）4月1日 - 鷲津町・新所村・入出村・知波田村と合併して湖西町が発足。

## 行政

### 歴代町長
1. 佐藤喜代藏（1889年6月22日 - 1892年3月） - のちに静岡県議（1903年9月 - 1911年9月）
2. 増田千賀三郎（1892年3月31日 - 1893年3月16日）
3. 山本庄次郎（1893年4月29日 - 1906年6月7日） - 元静岡県議、兼・浜名郡議（1896年9月 - 死去時）、1906年6月7日死去
4. 佐藤喜代藏（1906年8月2日 - 不詳）
5. 山本勝次（1922年4月12日 - 1923年8月23日） - 元浜名郡議（- 1911年9月）、元静岡県議（1911年9月 - 1923年9月）、のちに衆議院議員（1期、1924年5月10日 - 1928年1月10日）、1928年1月10日死去
6. 山本宗三郎（1924年4月21日 - 1930年1月21日）
7. 浅田顕治（1930年5月7日 - 1932年1月13日）
8. 内藤武次郎（1932年9月2日 - 1936年9月1日）
9. 村田嘉一郎（1937年1月6日 - 1941年1月5日）
10. 彦坂倉藏（1941年4月7日 - 1945年4月6日）
11. 村田嘉一郎（1945年4月27日 - 1946年11月13日）
12. 山本輝次（1947年4月8日 - 1947年9月25日）
13. 田村橘治（1947年10月22日 - 1951年10月25日）
14. 彦坂倉藏（1951年10月25日 - 1955年3月31日）

## 産業
- 蚕糸業
- 1912年（大正元年）11月1日に株式会社白須賀銀行が開業し、 1928年（昭和3年）7月に遠洋銀行白須賀支店、 1942年（昭和17年）4月に遠州銀行白須賀支店、 1943年（昭和18年）3月1日に静岡銀行白須賀支店として存続したが、1956年（昭和31年）3月31日廃止された。
- 1919年（大正8年）4月1日には明治銀行豊橋支店白須賀派出所も開業したが、1928年（昭和3年）12月10日廃止された。

## 教育

### 小学校
- 白須賀町立白須賀小学校（1873年8月24日創立）

### 中学校
- 白須賀町立白須賀中学校

## 交通

### 道路
- 国道1号（東海道）

### 公共交通
- 国鉄バス浜名線